# Санчо IV (король Наварри)
Са́нчо IV (ісп. Sancho IV; бл. 1038  — 4 червня 1076) — король Наварри (1054—1076). Син наваррського короля Гарсії III. Прізвисько — Шляхе́тний (ісп. el Noble).

## Імена
- Санчо IV (ісп. Sancho IV) — як король Наварри.
- Санчес Гарсес, або Санчес Гарсійович (ісп. Sancho Garcés) — по-батькові.
- Санчо Наваррський (ісп. Sancho IV) — як король Наварри.
- Санчо Пеньяленський (ісп. Sancho el de Peñalén) — за місцем убивства.
- Санчо Шляхетний (ісп. Sancho el Noble) — за прізвиськом.

## Біографія
Походив з династії Хіменес. Син Гарсії III, короля Наварри, і Естефанії де Фуа. Санчо було 14 років, коли його оголосили королем у військовому таборі поблизу Атапуерки після загибелі його батька.
Деякий час регентшею Наварри була його мати, а після її смерті 1058 року Санчо IV став правити самостійно. Спочатку він об'єднався зі стрийком Раміро I Арагонським проти Ахмада аль-Муктадіра, еміра Сарагоси, переміг його 1063 року і обклав даниною.
У 1067 році зазнав нападу з боку Санчо II, короля Кастилії, сподіваючись повернути землі, втрачені його батьком. Санчо IV попросив допомоги у кузена Санчо I, короля Арагону. Тому ця війна отримала назву «Війна трьох Санчо». Але Наварра і Арагон зазнали поразки, в результаті чого Санчо IV втратив Буребу, Альта-Ріоху і Алаву. У 1068 році одружився з Плаценцією, представницею знатного роду з Нормандії.
У 1074 році Рамон Гарсес організував змову проти брата, в результаті якого Санчо IV 1076 року було вбито в Пеньялені. Після його загибелі настала династична криза. Знать Наварри не визнала Рамона і обрала королем Санчо I Арагонського, в той час як в Леоні і Кастилії визнали законним спадкоємцем сина Санчо IV — Гарсію Санчеса. Проте останній нічого не зміг домогтися, померши у вигнанні в Новій Кастилії.

## Родина
Дружина — Плаценція
- Гарсія (д/н— після 1092)
- Гарсія (д/н— після 1092)

Коханка — Хімена
Діти:
- Рамон (бл. 1071—1110), сеньйор Ескірос
- Уррака (д/н—після 1072)